# Ludgerusschule Rhede Ems
Die Ludgerusschule ist eine staatliche, teilgebundene Grund- und Oberschule in Rhede (Ems) (Landkreis Emsland, Niedersachsen), die 1558 gegründet wurde. Schulträger ist die Gemeinde Rhede (Ems).

## Name
Die Ludgerusschule ist seit 1959 nach dem Heiligen Liudger (744–809) benannt. Liudger war Missionar, Gründer des Klosters Werden sowie des Helmstedter Klosters St. Ludgeri, Werdener Klosterleiter und erster Bischof von Münster. In Anlehnung an sein Lebenswerk und der europäischen Grundausrichtung der Schule führt die Schule seit 2008 das Logo „Brücken bauen, Fundamente schaffen“. Seit 2005 führt die Schule zu Ehren des heiligen Liudger einen „Ludgerustag“ durch, in dessen Rahmen sozial engagierte Schüler/-innen den „Ludgerustaler“ erhalten.

## Geschichte
Die ersten Erwähnungen über eine Schule in Rhede sind in alten Kirchenvorstandsabrechnungen zu finden und datieren aus dem Jahre 1558.

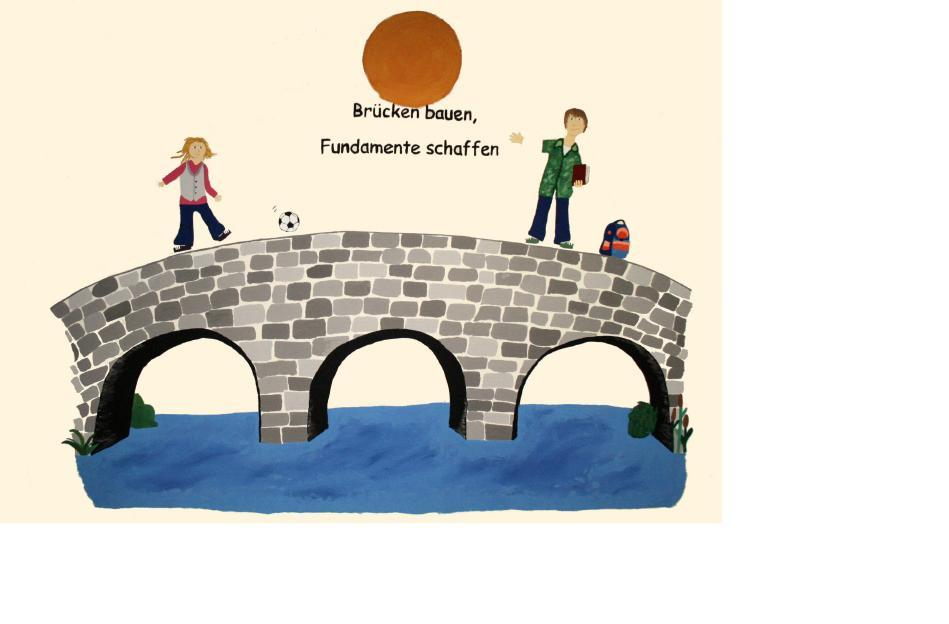
Leitbild und Logo der Schule

Um 1900 „war die Rheder Kirchdorfschule eine Pfarr- und Küsterschule; der ‚Küsterlehrer‘ von damals war in erster Linie Küster und dann Lehrer. Im Jahre 1929 wurden beide Ämter endgültig voneinander getrennt“.
1969 wurde die Einrichtung einer Förderstufe Grund- und Hauptschule etabliert. 1989 fand der erste Unterrichtsaustausch mit den Niederlanden statt, der für die weitere Zusammenarbeit prägend werden sollte.
1990 wurde ein Schulkindergarten eingeführt und 1995 erhielt die Ludgerusschule die Genehmigung zur Durchführung des 10. Schuljahres an Hauptschulen der 2004 die Einrichtung der Realschule folgte. Im Zuge der europäischen Ausrichtung wurde 2004 der Modellversuch „Grenzüberschreitender Spracherwerb“ mit dem DOLLARD COLLEGE, aus den Niederlanden vom niedersächsischen Kultusministerium bis 2012 genehmigt. Im selben Jahr folgte die freiwillige Teilnahme am Modellversuch „Eigenverantwortliche Schule“ im Emsland. Zur Sicherung des Schulstandortes in Rhede wurde die Ludgerusschule im Jahre 2005 eine teilgebundene Ganztagsschule. 2006 erfolgte der Beitritt zum Kooperationsverbund Hochbegabung im Einzugsbereich des Gymnasiums Papenburg.

## Schulgebäude
„Wahrscheinlich hat ein erstes Gebäude, das schulisch mitgenutzt wurde, an der alten Rheder Kirche gestanden. 1663 ist eine Hausstelle bei der Kirchenmauer an der alten Kirche erwähnt, die dem Küster und Schulmeister ‚herman Berens Dalensi‘ zugewiesen wurde. Dieses Haus musste 1740 abgebrochen werden, weil es sich in einem sehr schlechten Zustand befand. Welches Gebäude in den nächsten Jahren als Schule diente, ist nicht zu ermitteln. Zwar wird später eine ‚viel zu kleine, baufällige alte Schule‘ erwähnt, deren Standort aber nicht bekannt ist.“
1945 brannte die Schule bis auf die Grundmauern ab. Erst 1946 wurde in der alten Sakristei der Schulbetrieb wieder aufgenommen, bis 1950 der Einzug in einen Schulbau erfolgte. 1959, 1963, 1965 und 1970 erfolgten Erweiterungsbauten. Im Jahre 1988 erhielt die Schule eine Großraumturnhalle und in den Jahren 1991–1993 wurden weitere Sanierungen des Schulgebäudes vorgenommen ehe 2008 mit dem Bau des „Kreativzentrums+Mensa“ für die Ganztagsschule und die Sanierung der naturwissenschaftlichen Räume die infrastrukturelle Entwicklung ihren vorläufigen Abschluss fand. Insgesamt verfügt die Ludgerusschule über 22 allgemeine Klassen- und 18 Fachräume.

## Pädagogische Ausrichtung, Angebote

### Niederländisch

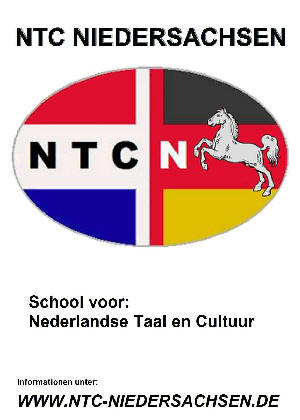
NTC-Schule

Einen besonderen Stellenwert im Unterricht hat die europäische Ausrichtung der Schule. Vor diesem Hintergrund und aufgrund der geographischen Lage der Schule an der niederländischen Grenze spielt das Erlernen der niederländischen Sprache eine wichtige Rolle. Eine Schulpartnerschaft zwischen der Gemeinde Rhede und der niederländischen Nachbargemeinde Bellingwedde bestehen seit 1979. 1989, zum zehnjährigen Bestehen, startete der erste Modellversuch: „Unterricht über die Staatsgrenzen hinweg“. Seitdem gibt es regelmäßigen Austausch in verschiedenen Formen zwischen der Ludgerusschule und dem jetzigen Dollard College in Bellingwedde. Im Oktober 2007 wurde die Ludgerusschule zur NTC-Schule. NTC bedeutet Nederlandse Taal en Cultuur. (Unterricht in der niederländischen Sprache und Kultur).

### Schachstudie
Die Schule hat eine Schachstudie zur Verbesserung der Schulnoten bei Schüler(inne)n durchgeführt, die dauerhaft an einer Schach-Arbeitsgemeinschaft teilnehmen. Die Evaluation begann am 1. Februar 2006 und hatte eine Mindestlaufzeit von sechs Jahren. Die Schach-Arbeitsgemeinschaft der Schule besteht seit Februar 2006. Für die erfolgreiche Arbeit dieser AG wurde die Schule im Februar 2009 als sechste Schule in Deutschland durch den Deutschen Schachbund mit dem Qualitätssiegel Deutsche Schachschule ausgezeichnet.

### Schulsozialarbeit
Mit der Einführung der Ganztagsschule erhielt die Ludgerusschule im Rahmen der Profilierung der Hauptschulen einen Schulsozialarbeiter. Inhalt der schulsozialpädagogischen Arbeit ist es u. a., den Schüler den Übergang von der Hauptschule in eine Berufsausbildung zu erleichtern. Folgende Arbeitsfelder zählen darüber hinaus zu den Aufgaben der Schulsozialarbeit: Beratung und Einzelhilfe / Sozialpädagogische Gruppenarbeit und Projekte / Vernetzung und Gemeinwesenarbeit / Schulentwicklung und Innovation / Elternarbeit / Gewaltprävention.

## Kooperationspartner
Neben der Kooperation mit den ortsansässigen Firmen, der Kirche, dem Heimatverein, dem Schachklub Königsspringer Völlen, den Sportvereinen und dem Deutschen Roten Kreuz unterhält die Schule eine Kooperation mit dem Fußballbundesligisten Werder Bremen. Die Aktion wurde von dem Bundesligisten ins Leben gerufen und startete 2002 unter dem Titel „100 Schulen – 100 Vereine“.

## Auszeichnungen
Die Ludgerusschule Rhede Ems erhielt von 1999 bis 2009 folgende Auszeichnungen:
- 1999: 4. Platz Hauptschulpreis 1999. Hertie-Stiftung. „Hauptschule macht Schule“
- 1999: 3. Preis Stiftung Brandenburger Tor der Bankgesellschaft Berlin. „Schüler werden Unternehmer“
- 2000: 3. Preis der Oldenburger Wirtschaft/„Schüler werden Unternehmer“ Dr. Hubert – Forch – Gedächtnispreis
- 2002: N- 21 –Projekt/Niedersachsen. „Wie aus ‚Moffen‘ und ‚Kaaskoppen‘ gute Nachbarn wurden und noch bessere werden wollen“ PPT der Klasse 10"
- 2002: Deutscher Fußball-Bund. „Anti – Hooligan – Aktion deutscher und niederländischer Schüler/innen“
- 2003: Verleihung des Gütesiegels
- 2004: 3. EUREGIONALES SPORTFORUM in Enschede. Auszeichnung als herausragendes Sportprojekt im Rahmen des Euroregionalen Sportverkehrs Ludgerusschule Rhede (Ems) und Dollard College MAVO Winschoten (NL).
- 2005: Deutsche Stiftung Denkmalschutz/Tag des offenen Denkmals. Gemeinschaftsprojekt der Klassen 9 des DOLLARD COLLEGE Bellingwedde (NL) und der Ludgerusschule: „Tweede wereldoorlog 60 jaar geleden“ / „Kriegsende vor 60 Jahren und was haben wir daraus gelernt?“
- 2005: Hertie-Stiftung. Hauptschulpreis 2005 – Teilnahmeurkunde
- 2006: Medienpreis des Emslandes. „Das Emsland – wie ich es sehe“ PPT-Präsentation der Klasse 10 H
- 2006: Robert – Bosch – Stiftung. Deutscher Schulpreis – Teilnahmebestätigung
- 2006: Erneute Verleihung des Gütesiegels
- 2006: Die „Lupo=Ludgeruspost“ wurde als beste Schülerzeitung in Niedersachsen und Bremen ausgezeichnet. Thema der prämierten Ausgabe: Ganztagsschule.
- 2007: Jugend forscht IHK-Sonderpreis für das Physikprojekt „Strömungskanal“
- 2008: Teilnahme am Finale des Partnerschulturniers im Rahmen der Schacholympiade in Dresden.[9]
- 2009: Erhalt des Qualitätssiegels „Deutsche Schachschule“ am 25. Februar 2009.[10]
- 2011: 1. Platz in der Kategorie „Sprache“ beim 2. Papenburger Präventionstag mit dem Beitrag „Jugendjahre“.[11]
- 2012: Teilnahme an den Deutschen Hauptschulschachmeisterschaften in Verden.[12]

## Partnerschulen
Über COMENIUS (Europäisches Bildungsprogramm in englischer Sprache):
- Vederslöv, Växjö, Schweden: 1997–1999
- Dolton School, England: 1997–2001
- Borgia XX, Perugia, Italien: 1997–2001
- „De Wegwijzer“, Bellingwedde, Niederlande: seit 1997–2001
- Scola 49, Bukarest, Rumänien: 1999–2001
- Gimnazjum Henryka Brodatego in Nowogrod Bobrzanski seit 2008
- Dollard College, Abteilung Bellinwolde

Neben dem Dollard College DOLLARD COLLEGE Bellingwedde für die Klassen fünf bis zehn und „De Wegwijzer“ (beide Niederlande) für die Klassen eins bis sechs unterhält die Schule noch eine Schulpartnerschaft zum Gymazium Bobrzanski, Nowogrod (Polen). Alle zwei Jahre erfolgt mit dem Gymazium Bobrzanski ein Schüleraustausch der achten Klasse. Geplant ist eine Partnerschaft mit einer Realschule in Frankreich, Compiegne, in der Nähe von Paris.

## Berühmte Schüler
- Bernhard Heller (* 4. Februar 1878; † 16. August 1937), Bildhauer und Dichter
- Hermann Vinke (* 1940), Journalist, ARD-Korrespondent, Publizist, Autor einer Biografie über Carl von Ossietzky (1978) und des Buches Das kurze Leben der Sophie Scholl (1980), für das er 1981 den Deutschen Jugendsachbuchpreis und 1985 den deutschen Jugendliteraturpreis erhielt.
- Hermann Bröring (* 1945), Landrat des Landkreises Emsland.[14]